# 多花繁缕
多花繁缕（学名：Stellaria nipponica）是石竹科繁缕属的植物。分布在日本以及中国大陆的湖北等地，生长于海拔1,800米的地区，多生长于山地岩石上，目前尚未由人工引种栽培。

## 别名
白花蛇舌草

## 异名
- Stellaria florida auct. non Fisch.